# I'm a Ruin
"I'm a Ruin" é uma canção da artista musical galesa Marina and the Diamonds, extraída de seu terceiro álbum de estúdio Froot. Foi lançada como segundo single promocional do álbum na BBC Radio 1 em 27 de janeiro de 2015. É a quarta fruta do mês e representa a cereja.  Foi lançado oficialmente no iTunes no dia 2 de fevereiro de 2015, chegando a posição #2 no mesmo.

## Desempenho nas tabelas musicais

### Posições
| Tabela musical (2015) | Melhor posição |
| --------------------- | -------------- |
| Reino Unido           | 164            |

## Vídeo musical

### Gravação
Marina gravou o videoclipe da canção entre os dias 17 e 18 de Janeiro de 2015, no Parque Nacional de Lassen Volcanic, na Califórnia. Nas fotos liberadas da gravação, Marina postou um vídeo do lugar onde foi gravado o vídeo musical e uma imagem do visual dela na rede social Instagram nos dias da gravação. Foi dirigido por Markus Lundqvist.

### Lançamento
O vídeo seria lançado dia 2 de fevereiro, junto com o lançamento mundial do single, mas foi adiado para o dia 3. Um teaser do vídeo de 15 segundos foi enviado na conta do Instagram de Marina, apresentando a mesma fazendo danças parecidas com o karatê.

## Histórico de lançamento
| Região      | Data                   | Formato(s)              |
| ----------- | ---------------------- | ----------------------- |
| Reino Unido | 27 de janeiro de 2015  | Contemporary hit radio  |
| Mundo       | 2 de fevereiro de 2015 | Download digital, vinil |